# Harrie Lavreysen
Harrie Lavreysen, född 14 mars 1997, är en nederländsk tävlingscyklist som tävlar i bancykling. 

## Karriär
Vid olympiska sommarspelen 2020 i Tokyo tog Lavreysen guld i sprint, brons i keirin samt var en del av Nederländernas lag tillsammans med Jeffrey Hoogland och Roy van den Berg som tog guld och noterade ett nytt olympiskt rekord i lagsprint.
I januari 2024 vid EM i Apeldoorn tog Lavreysen guld i både sprint och keirin samt var en del av Nederländernas lag tillsammans med Jeffrey Hoogland, Roy van den Berg och Tijmen van Loon som tog guld i lagsprint.
Vid OS 2024 tog han guld i individudell sprint, i keirin och i lagsprinten.